# Lee Patrick
Lee Patrick var en amerikansk skådespelare född 22 november 1901 i New York, död 21 november 1982 i Laguna Hills, Kalifornien. Hon scendebuterade 1924, och filmdebuterade 1929 i en av huvudrollerna i Strange Cargo. Sedan dröjde det till 1937 innan hon filmade igen. Patrick kom att medverka i över 100 filmer och TV-produktioner, oftast i biroller.

## Filmografi, urval
- 1938 – Mellan två valser
- 1939 – Vägen från Sing Sing
- 1940 – Mannen med järnnävarna
- 1941 – Riddarfalken från Malta
- 1942 – I detta vårt liv
- 1942 – Under nya stjärnor
- 1942 – Krigsreportern
- 1943 – Nobody's Darling
- 1945 – Mildred Pierce - en amerikansk kvinna
- 1945 – Tre musketöser
- 1945 – Kvinnan bakom allt
- 1946 – Motiv för mord
- 1947 – Skandal efter noter
- 1948 – Ormgropen
- 1950 – Kvinnor i fängelse
- 1950 – Den laglösa staden
- 1954 – Sex i elden
- 1958 – Min fantastiska tant
- 1958 – Studie i brott
- 1959 – Jag hatar dig, älskling

## Teater

### Roller
| År   | Roll   | Produktion                                          | Regi             | Teater                      |
| ---- | ------ | --------------------------------------------------- | ---------------- | --------------------------- |
| 1925 | Angele | A Kiss in a Taxi Maurice Hennequin och Pierre Veber | Bertram Harrison | Ritz Theatre, New York, USA |